# Facundo Madriaga
Facundo Madriaga (Santa Ignacia, 24 november 1886 - 15 maart 1924) was een Filipijns schrijver en dichter in het Ilocano.

## Biografie
Facundo Madriaga werd geboren op 24 november 1886 in Santa Ignacia in de Filipijnse provincie Tarlac. Hij was de tweede in en reeks van zeven kinderen van Leoncio Madriaga en Servanda Rigor. Hij leerde lezen en schrijven van zijn moeder en kreeg later Spaanse lessen van Francisco Milla. aansluitend volgde hij onderwijs aan een school in Moncada. Vanaf 1904 werkte Madriaga voor het  Bureau of Printing. In de avonduren studeerde hij verder. In 1910 voltooide hij een bachelor-opleiding.
Madriaga verwierf bekendheid met zijn eerste werk, een roman met de naam Uray Narigat no Paguimbagan, die in 1911 uitgegeven werd. De roman was het eerste boek waarin het dagelijkse leven van de Ilocano zo uitvoerig beschreven werd. Hoewel hij een vervolgverhaal schreef, werd het nooit gepubliceerd.
Madriaga schreef regelmatig in Ilocano publicaties als Sinamar en Ti Mangyuna, de Ilocano sectie van La Vanguardia, soms ook onder de pseudoniem Flory Madringi. 
Zijn gedichten verschenen onder meer in anthologieën van Pena, Fogata en Pichay. Verder schreef hij nog 1 toneelstuk, met de naam Bisin ken Gubat
Naast zijn werk als schrijver en dichter was hij ook redacteur van Consolidación Nacional en Ti Silaw'. 
Madriaga overleed in 1924 op 37-jarige leeftijd aan de gevolgen van tuberculose.